# Abandon d'animal
Pour les articles homonymes, voir Abandon.
Un abandon d'animal est, pour le propriétaire d'un animal domestique dont il a la charge, l'acte de délaisser cet animal en toute connaissance de cause, c'est-à-dire refuser de le loger à son domicile, de le nourrir, de le soigner, etc. L'abandon peut concerner une grande variété d'animaux de compagnie, le cas le plus connu étant celui des chiens. Les abandons concernent aussi les chats, et, plus récemment, les chevaux, les nouveaux animaux de compagnie et certains animaux de rente.
Les abandons sont généralement motivés par le coût financier de l'entretien des animaux et d'autres difficultés, leurs propriétaires n'anticipant pas toujours l'espérance de vie de leurs animaux, leur taille à l'âge adulte, les difficultés à les faire garder pendant leur absence ni l'importance des soins à leur donner. Les allergies, la supposition d'un risque pour la santé et un caractère inadapté figurent aussi parmi les causes majeures des abandons d'animaux.
L'abandon d'animal est passible de poursuites pénales dans de nombreux pays. Il existe par ailleurs des procédures d'abandon légal d'un animal en le conduisant dans un refuge animalier, ce qui conduit souvent à l'euthanasie de celui-ci.

Près de 100 000 animaux sont abandonnés chaque année en France dont 60 000 en été et 40 000 au bord de la route (2019). La tendance est à la hausse. 

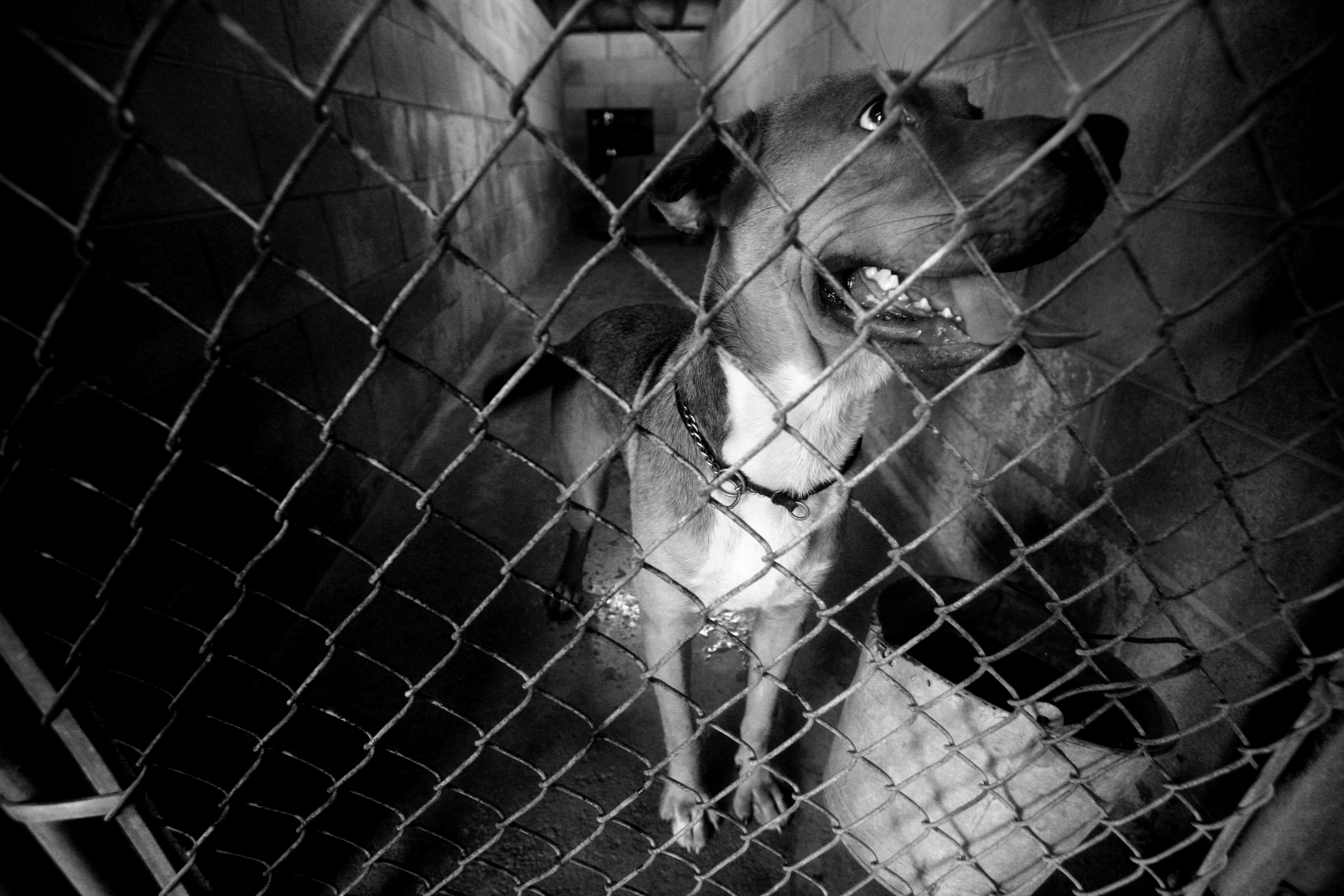
Chien de 7 mois abandonné par son propriétaire et recueilli en refuge (Caroline du Nord, 2008)

## Définition et processus
L'abandon peut avoir différentes définitions selon le type d'animal concerné. Il ne peut concerner que des animaux domestiques, qui doivent recevoir de la nourriture et/ou divers soins de la part des humains pour rester en bonne santé. Les animaux abandonnés peuvent se tourner plus ou moins facilement vers le marronnage, mais d'autres meurent des conséquences de leur abandon, en particulier s'ils sont abandonnés dans des bâtiments fermés ou sur des terrains clos, ou encore attachés, sans accès à de l'eau et de la nourriture.
Un animal peut être abandonné auprès d'un refuge animalier, tout comme il peut être laissé sans soin.

## Devenir après l'abandon
Les animaux abandonnés qui sont retrouvés par des associations de protection ou les autorités le sont souvent dans un mauvais état de santé, dénutris, assoiffés et souffrant de maladies diverses. 
Le devenir des animaux abandonnés varie selon les pays.

## Législation
En droit français, l'abandon d'animal est un délit pénal selon l'article 521-1 du code pénal, de même gravité que les sévices graves ou actes de cruauté. Ils sont punissables d’une peine allant jusqu'à 2 ans de prison et 30 000 euros d’amende. Ont notamment été qualifiés de sévices graves ou d’actes de cruauté le fait d’abandonner des chiens à l’intérieur d’un appartement, cas qui a conduit à retrouver des animaux morts de faim et de soif. Sont également interdites les conditions de détention assimilées à de l'abandon, en particulier celles où des chiens sont à l'attache toute la journée sans recevoir de visites, dans un état de faim et de soif visible.
Le décret du 1er octobre 1980 considère qu'un cheval mis au pré doit disposer d'un abri et de conditions de détention non dangereuses pour lui. Il est fortement conseillé de lui rendre visite tous les jours, ne serait-ce que pour vérifier qu'il dispose d'abreuvement à volonté et est en bonne santé. Un cheval qui ne reçoit pas de visites et n'est pas « en état » peut être considéré comme abandonné. Le préfet du département a alors tout droit d'agir pour réduire la souffrance de ces animaux abandonnés (y compris celui de les faire abattre pour la viande ou de les euthanasier si leur état est trop sérieux), à la charge de leur propriétaire.
Il est possible d'abandonner « légalement » un animal de compagnie en le conduisant dans un refuge animalier, puis en signant un document par lequel le propriétaire de l'animal abandonne toute responsabilité et tout droit de propriété sur celui-ci.
Depuis la loi du 16 février 2015, l'animal est reconnu par l'article 515-14 du Code civil comme un « être vivant doué de sensibilité ». La loi du 10 juillet 1976, codifiée en 2010 à l'article L214-1 du Code rural et de la pêche maritime définissait déjà l'animal comme un être sensible.

## Histoire du phénomène
Les abandons d'animaux ont nettement augmenté dans le monde occidental avec la crise financière mondiale débutant en 2007. Ainsi, en Allemagne en 2009, les refuges animaliers sont surchargés. Le nombre exact d'animaux abandonnés est impossible à estimer. Les personnes qui déposent leur animal dans un refuge animalier le font généralement en affirmant que c'est à cause d'un déménagement, alors que dans les faits, les raisons sont beaucoup plus variées. Ainsi, en Californie, un grand nombre d'animaux sont abandonnés à cause de la forclusion liée à la crise des subprimes, qui oblige les personnes à abandonner leur logement, ce qui a provoqué une nette hausse du nombre d'abandons. Quand les personnes expulsées se retrouvent à court d'options pour leur animal, elles se voient contraintes de l'abandonner. Ces animaux sont souvent laissés dans les foyers américains abandonnés, sans eau ni nourriture. Certains sont retrouvés morts lorsque les agents immobiliers ou le personnel des banques pénètre dans les lieux. Les animaux sont mis en danger, il a été suggéré qu'il s'agisse d'un moyen d'exercer des représailles contre ceux qui ont provoqué la perte du logement.
En 2009, en France, 50 000 des animaux abandonnés ont été euthanasiés selon le ministère de l'agriculture. Ce chiffre relativement stable est le plus élevé d'Europe.

### Abandons de chiens
Les chiens abandonnés dans la nature ou sur la voie publique peuvent devenir des chiens errants. Pour éviter les problèmes causés par les populations de chiens errants, ils sont capturés puis envoyés à la fourrière, qui les donne à des refuges animaliers ou les euthanasie. Ceux qui sont laissés volontairement par leur propriétaire dans un refuge deviennent des chiens des refuges. Les chiens abandonnés gardés dans des refuges ne sont pas assurés de trouver un nouveau propriétaire, en particulier s'ils sont vieux ou souffrent de troubles du comportement. Une grande part d'entre eux sont euthanasiés, faute de place.
En France, le profil type d'un chien abandonné serait un mâle, non castré, de race, de plus de 25 kg, d'environ 5 ans et en bonne santé lors de son abandon.

### Abandons de chats

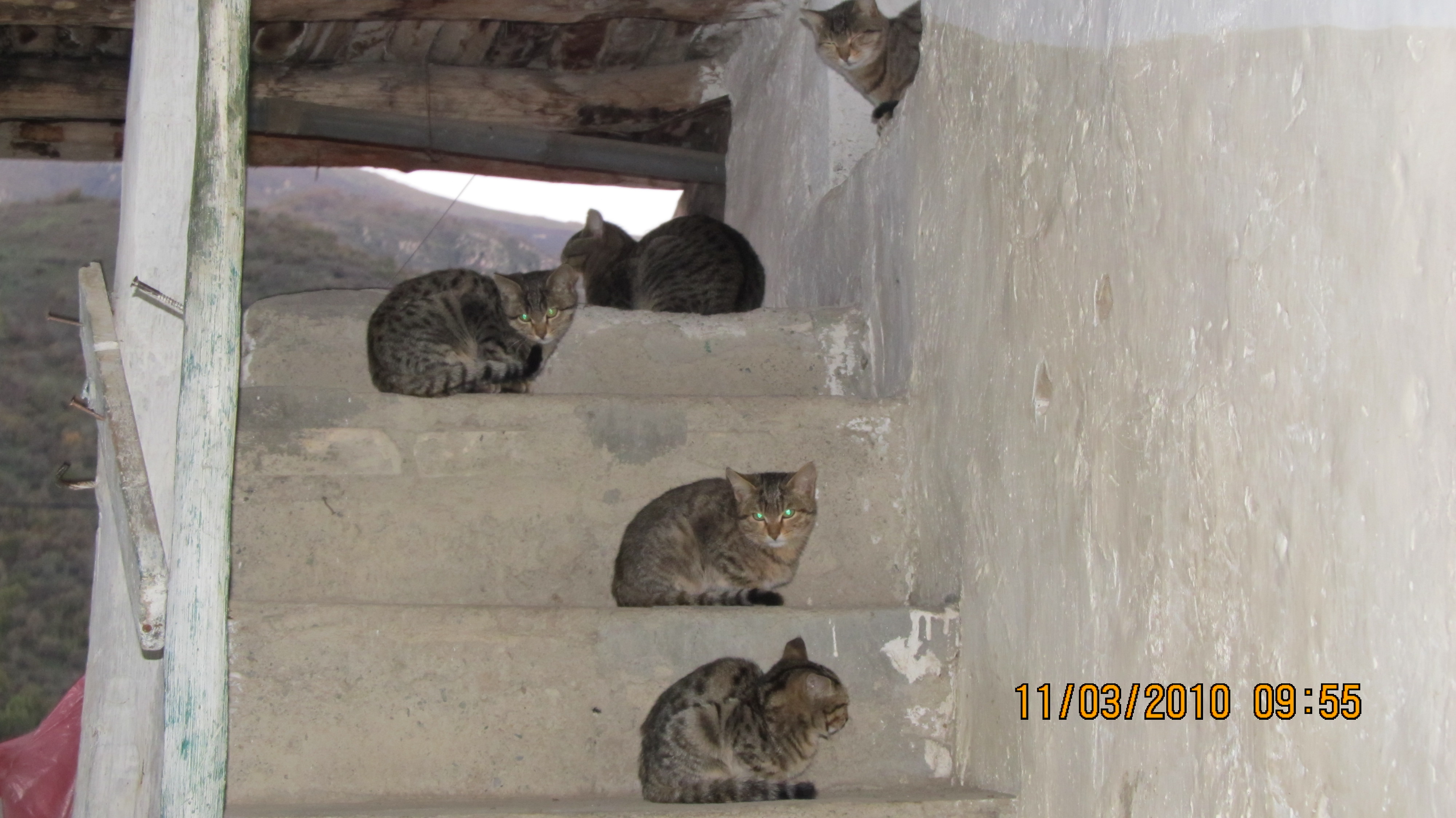
Portée de chatons abandonnés en Azerbaïdjan.

Les chats étant par nature plus indépendants que les chiens, il leur arrive de « changer de maître », en changeant de point de nourrissage et d'abreuvement. Cependant, certains propriétaires de chats abandonnent volontairement leur animal dans la nature, ou dans un refuge. Les chats abandonnés peuvent aussi retourner à l'état sauvage. De manière générale, les chats abandonnés causent davantage de problèmes et sont plus nombreux que les chiens. Il est difficile de les gérer, car il est souvent impossible de re-sociabiliser un chat abandonné pour le réintroduire dans une vie domestique avec des êtres humains. Seuls les très jeunes chats ou ceux qui sont abandonnés depuis peu de temps peuvent en général être réadoptés sans trop de problèmes.
L'une des causes majeures d'abandon des chats est la grossesse d'une femme dans le foyer. Une légende urbaine (propagée en 1977) veut que la garde d'un chat pendant la grossesse puisse provoquer une toxoplasmose chez la femme et le fœtus. Cette croyance est largement non fondée. La grande majorité des contaminations à l'origine de la toxoplasmose chez le fœtus provient de la consommation de viandes trop peu cuites ou de l'ingestion directe de bactéries présentes dans la terre. La contamination « par les chats » est marginale,. Une autre croyance veut que les chats puissent se coucher sur le visage des bébés et les étouffer. Là encore, cette légende urbaine propagée sur des forums et des blogs n'est soutenue par aucune donnée scientifique.

### Abandons de chevaux

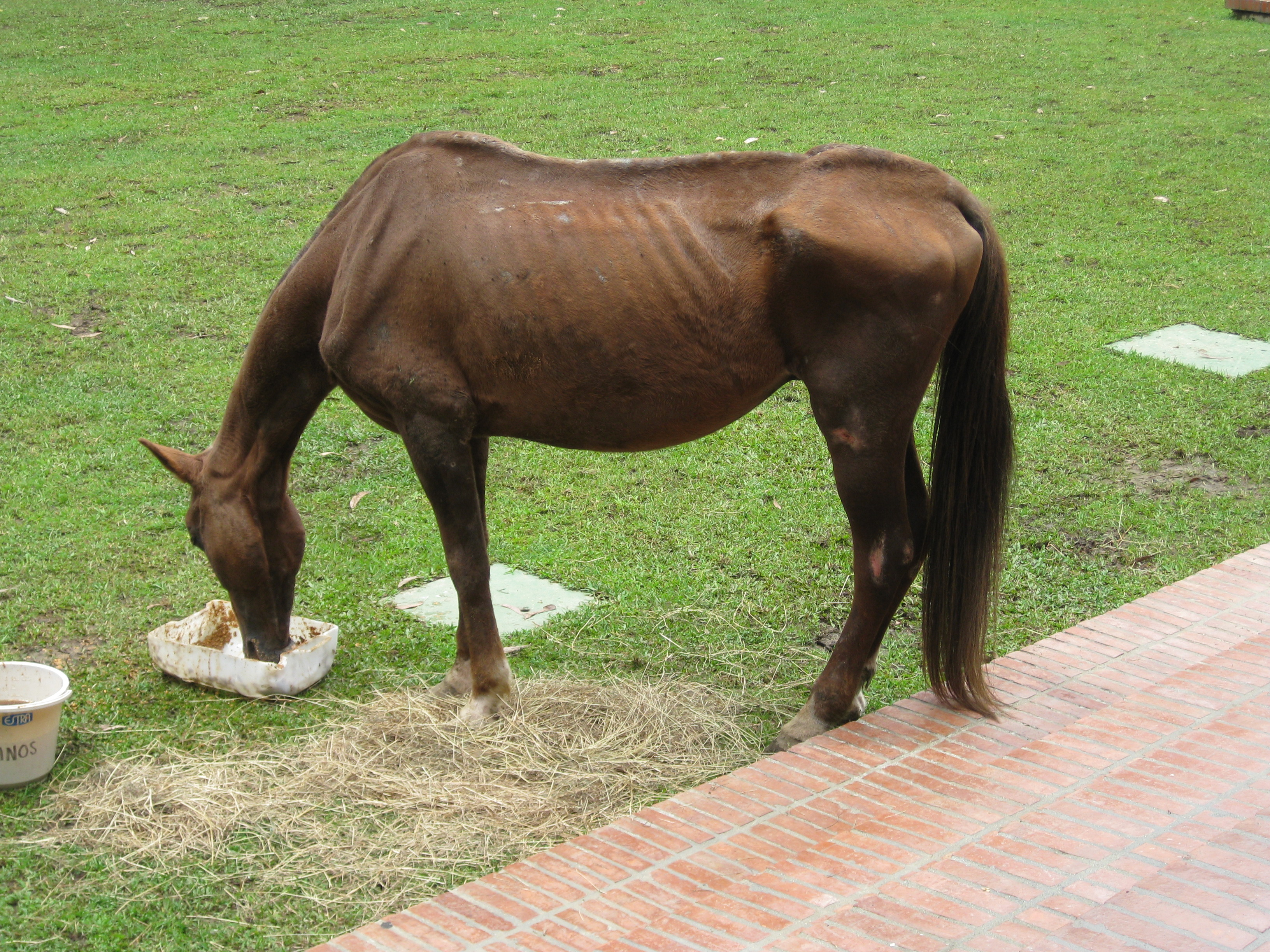
Cheval recueilli par une association de protection alors qu'il mourait de faim.

La crise financière mondiale qui a débuté en 2007 a provoqué l'apparition d'un nouveau phénomène d'abandon de chevaux dans des pays développés, leurs propriétaires préférant les laisser errer dans la nature en cas de soucis financiers, plutôt que de les conduire à l'abattoir. En Irlande, entre 20 000 et 100 000 chevaux errent sur l'île durant l'hiver 2010-2011. Le même phénomène touche la Grande-Bretagne, où il n'est pas rare de trouver des chevaux et des poneys abandonnés au bord des routes. En Espagne, cette crise a des effets très négatifs sur l'élevage du Pure race espagnole. Certains propriétaires n'ont plus les moyens de garantir le minimum vital de leurs chevaux. L'Andalousie est particulièrement touchée par les difficultés financières, de nombreux propriétaires se séparent de leurs animaux à des prix très bas, y compris pour qu'ils soient abattus. Le nombre de propriétaires de chevaux qui veulent s'en séparer a significativement augmenté aux États-Unis.
Le phénomène est connu en Belgique, le nombre de chevaux proposés à l'adoption dans les refuges ayant atteint des records en 2013. En France, on observe une hausse des demandes d'adoption de chevaux dans les refuges et un « phénomène nouveau », la saisie de troupeaux de chevaux en souffrance directement chez leurs éleveurs, ou encore la volonté d'héberger un cheval chez soi pour économiser les coûts, sans que les structures n'y soient adaptées.

### Abandons d'animaux de rente
Certains éleveurs d'animaux de rente (porcins, bovins, ovins...) peuvent être contraints de cesser de soigner et de nourrir leur cheptel pour des raisons économiques, telles que la crise du porc et la baisse du prix d'achat du lait, qui entraînent des frais de fonctionnement et d'entretien des animaux plus importants que les entrées lors de la revente du lait ou de l'animal à l'abattoir.

## Motivations
L'abandon d'un chien est le plus souvent justifié par le maître par des raisons personnelles, liées soit au propriétaire lui-même soit à l'animal. Ainsi, le manque de temps, un déménagement, un logement inadapté, des problèmes personnels comme le décès du maître, une séparation, la présence d'une personne allergique ou d'un nouveau membre de la famille, sont des raisons évoquées dans plusieurs études,. Une étude américaine montre que 59 % des chiens abandonnés avaient été acquis gratuitement, tandis que 50 % des chiens avaient été adoptés dans l'année précédant leur abandon. Parmi les raisons liées à l'animal, des problèmes de comportement, de santé, une surpopulation animale, ou le fait que l'animal n'ait pas été souhaité sont également avancées. En France, un travail de thèse vétérinaire met en évidence que lors de l'abandon, 45 % des propriétaires avancent des raisons telles que de l'agressivité envers d'autres animaux ou des enfants, des aboiements, des problèmes de voisinage, de la destruction, de la malpropreté ou encore de l'hyperactivité ou un comportement trop craintif.
Une enquête menée en France et publiée en avril 2025 auprès de 1 479 propriétaires de chiens et de chats met en lumière certains comportements ou contextes d’adoption qui interrogent sur les conditions de préparation à l’accueil d’un animal. Un quart des répondants déclarent avoir pris leur décision d’adopter en moins d’une semaine. Par ailleurs, certains profils d’adoptants semblent moins préparés que d’autres. Les primo-adoptants, c’est-à-dire les personnes qui n’avaient jamais adopté d’animal auparavant, s’autoévaluent en moyenne à 5,7/10 sur leur niveau de connaissance de l’espèce adoptée, contre 7,7/10 pour les adoptants expérimentés. Avec le recul, les primo-adoptants sont également plus nombreux à déclarer avoir sous-estimé certains besoins, notamment l’organisation en cas d’absence (comment faire garder son animal), le budget annuel, l'alimentation, la charge au quotidien, les soins vétérinaires ou les comportements possibles de l’animal. Ces éléments invitent à réfléchir à l’importance d’une meilleure préparation en amont de l’adoption, notamment chez les adoptants inexpérimentés, pour réduire les risques d'abandon futurs.

## Responsabilités
L’adoption d’un animal engage son propriétaire à lui assurer des conditions conformes à ses besoins physiologiques et comportementaux tout au long de sa vie. Or, avant adoption, et selon la même enquête menée en France en avril 2025, 27 % des répondants (et 33 % des primo-adoptants) n’avaient envisagé aucune solution pour leur animal dans l’éventualité de l’une des six situations de la vie suivantes : séparation, difficultés financières ou perte d’emploi, problèmes de comportement de l’animal, hospitalisation ou longue maladie / handicap, déménagement, vieillesse de l’animal.
Le niveau d’information reçu au moment de l’adoption diffère fortement selon le canal : seuls 22 % des adoptants passés par un particulier déclarent avoir reçu des explications complètes sur leurs responsabilités, contre 74 % pour ceux ayant adopté en refuge.
Le certificat d’engagement et de connaissance (CEC), pourtant obligatoire en France, est également bien moins respecté lors des adoptions entre particuliers (33 % contre plus de 80 % dans les refuges, associations et élevages professionnels). Enfin, 49 % de ces adoptions entre particuliers ne donnent lieu à aucun suivi post-adoption.
Ces constats soulignent l’importance de renforcer l’encadrement légal et la sensibilisation des adoptants aux responsabilités qu’implique la possession d’un animal, en particulier pour les primo-adoptants ou lors d’adoptions hors cadre associatif ou professionnel.

## Prévention et lutte contre l'abandon
En France, des campagnes de sensibilisation sont régulièrement lancées pour lutter contre les abandons notamment à l'approche des vacances,,.